# Hiéroglyphe égyptien Q3
Pour les articles homonymes, voir Natte (homonymie).

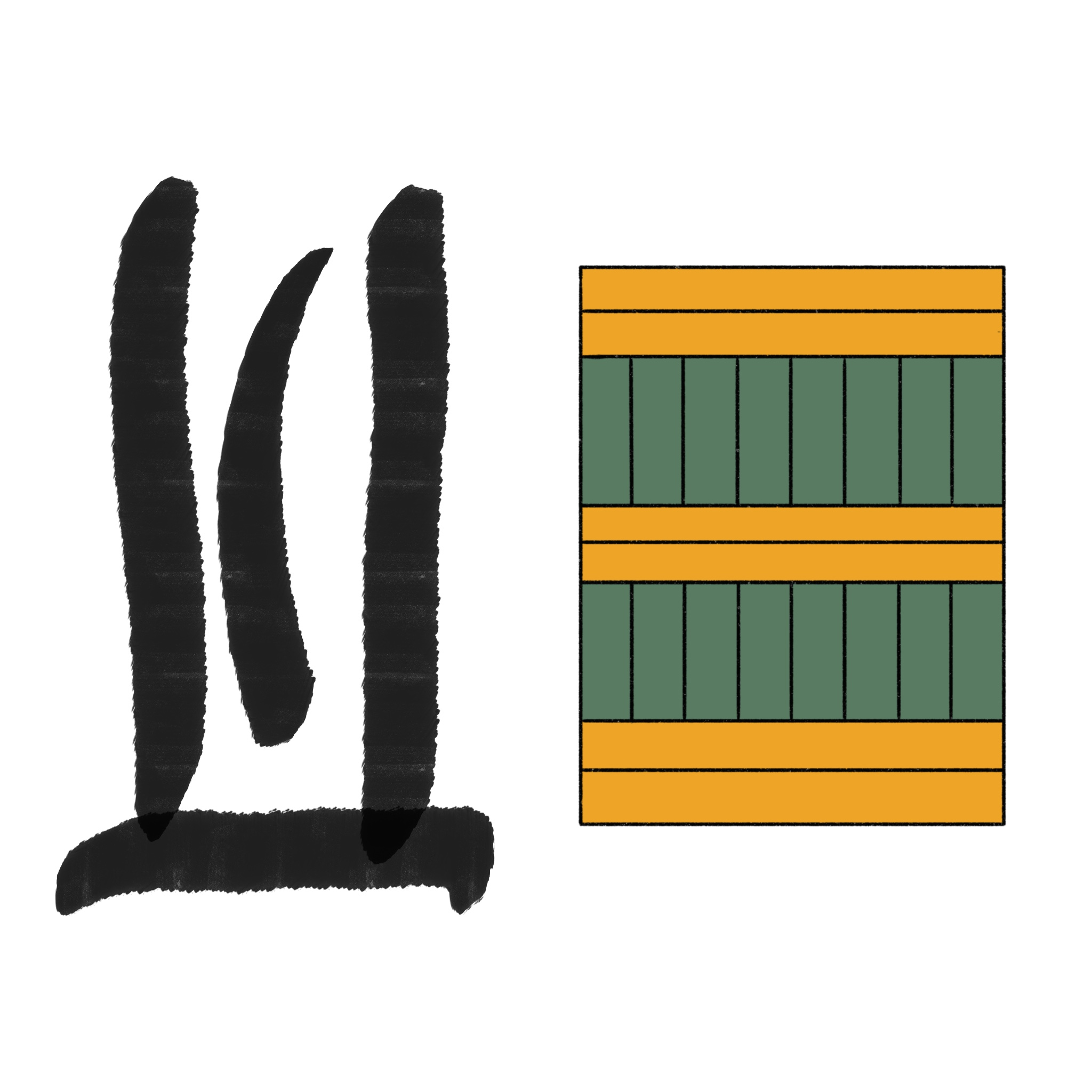
Version hiératique et hiéroglyphique

Le hiéroglyphe égyptien Q3 (natte) est classifiée dans la section Q « Mobilier domestique et funéraire » de la liste de Gardiner ; cet hiéroglyphe y est noté Q3.

## Représentation
Il représente une natte en vannerie réduit dans les exemples prédynastiques les plus anciens à un simple cadrillage sans bord. Il peut, sur certaines gravures, se confondre avec un épais signe Z1 (trait). En hiératique, il peut prendre un cadrat complet contre {\displaystyle {1 \over 4}} en hiéroglyphique. Il peut toujours en hiératique se confondre avec l'hiéroglyphe N25 (trois collines), mais est généralement plus fin et son trait horizontal dépasse les verticaux.
Il est translittéré p.

## Utilisation
| Q3 · O39 |

| Q3 · O39 |

d'où découle sa fonction en tant que phonogramme unilitère de valeur p.
| p · Z1 | / | p | Q2 |

| p · Z1 | / | p | Q2 |

| M7 |

| M7 |

## Exemples de mots
| p · O49 |

| p · O49 |

| r · n | p | M4 | A17 | A1 |

| r · n | p | M4 | A17 | A1 |

| s | t · p | U21 · Y1 |

| s | t · p | U21 · Y1 |